# پروباس، کورن‌وال

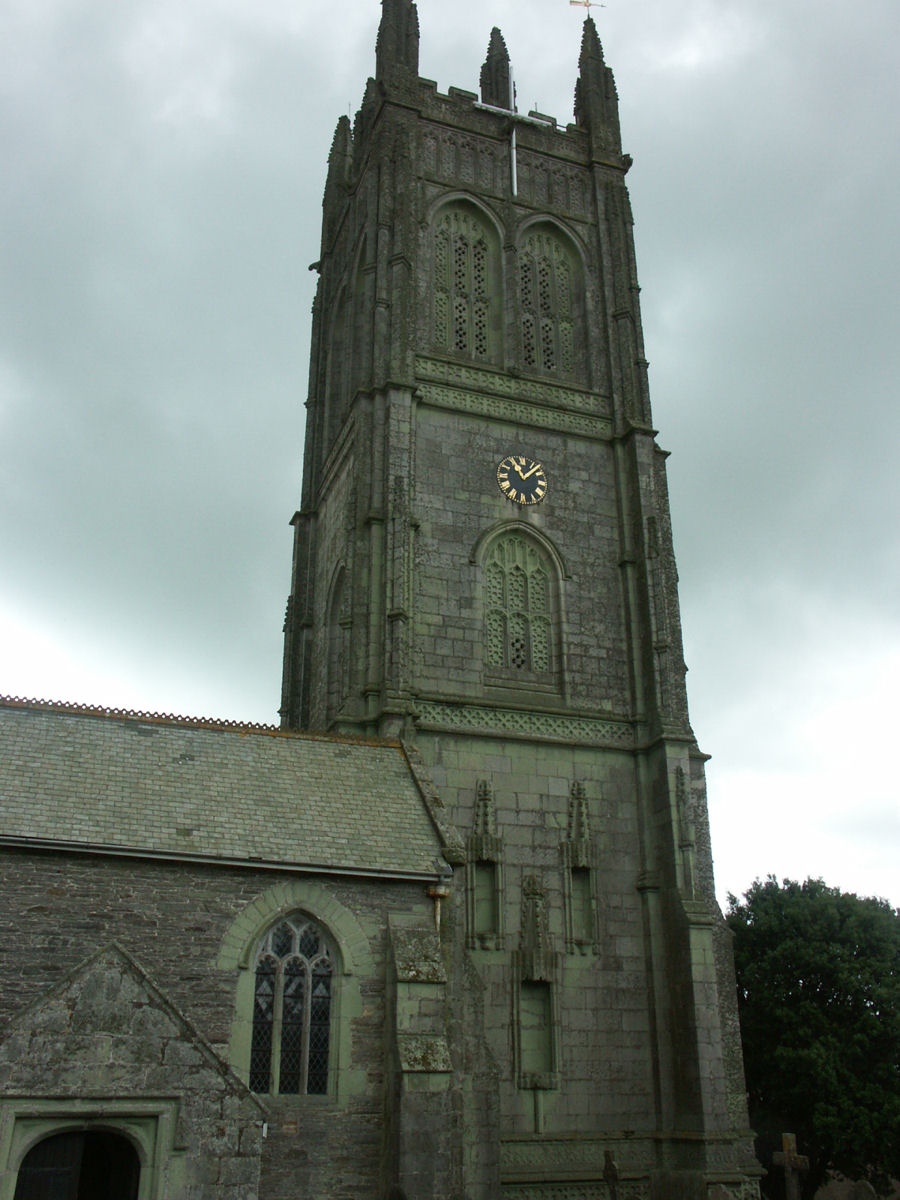
کلیسای پروباس

پروباس، کورن‌وال (انگلیسی: Probus, کورنوال) یک روستا در کورن‌وال، انگلستان، بریتانیا است. این روستا معروف است که دارای بلندترین کلیسا در کورن‌وال است. این برج ۱۲۹ پا (۳۹ متر) ارتفاع است و تزئین شده با حکاکی است.